# Streitkräfte Singapurs
Die Streitkräfte Singapurs (Singapore Armed Forces (SAF), malaiisch: Angkatan Bersenjata Singapura, chinesisch: 新加坡武装部队, Tamil: சிங்கப்பூர் ஆயுதப்படை) umfassen die Teilstreitkräfte Heer, Marine und Luftwaffe.

## Wehrpflicht
Die Wehrpflicht beträgt in Singapur 24 Monate, sie beginnt ab dem 18. Lebensjahr und endet mit dem 40. Lebensjahr (für Offiziere mit dem 50. Lebensjahr). Freiwillige können sich ab dem 16. Lebensjahr verpflichten. Der Wehrpflicht unterliegen Staatsbürger von Singapur und Personen mit unbeschränktem Aufenthaltsrecht.

## Militärausgaben
Der Militäretat betrug im Jahre 2023 13,2 Mrd. US-Dollar, dies entspricht einem Anteil von 2,7 Prozent des Bruttosozialproduktes des Stadtstaates.

## Geschichte
Bereits 1854 errichtete die britische Kolonialverwaltung zur Aufrechterhaltung der öffentlichen Sicherheit das Singapore Volunteer Corps. Dieses setzte sich überwiegend aus Europäern zusammen. 1922 wurde der Verband in Straits Settlements Volunteer Force umbenannt und nahm 1942 an der Seite der britischen Armee an der Schlacht um Singapur teil. 1945 kam Singapur wieder unter britische Herrschaft. 1959 wurde Singapur eine selbstregierte Kronkolonie. 1962 wurde Singapur in eine Föderation mit Malaya, Sabah und Sarawak entlassen und somit am 1. September 1963 vom Vereinigten Königreich unabhängig. Nach massiven Unruhen zwischen chinesischen und nicht chinesischen Einwohnern kam es am 7. August 1965 zum Ausschluss Singapurs aus der Föderation. Die SAF wurden offiziell im Jahr 1966 gegründet.
Seit 2009 gibt es ein Streitkräfteaufenthaltsabkommen mit der Bundeswehr, die anfangs zwölf, seit 2015 bis zu neunzig, singapurische Militärs bis zu vierzehn Wochen pro Jahr auf den Truppenübungsplätzen Bergen und Oberlausitz ausbildet.

## Teilstreitkräfte

### Heer

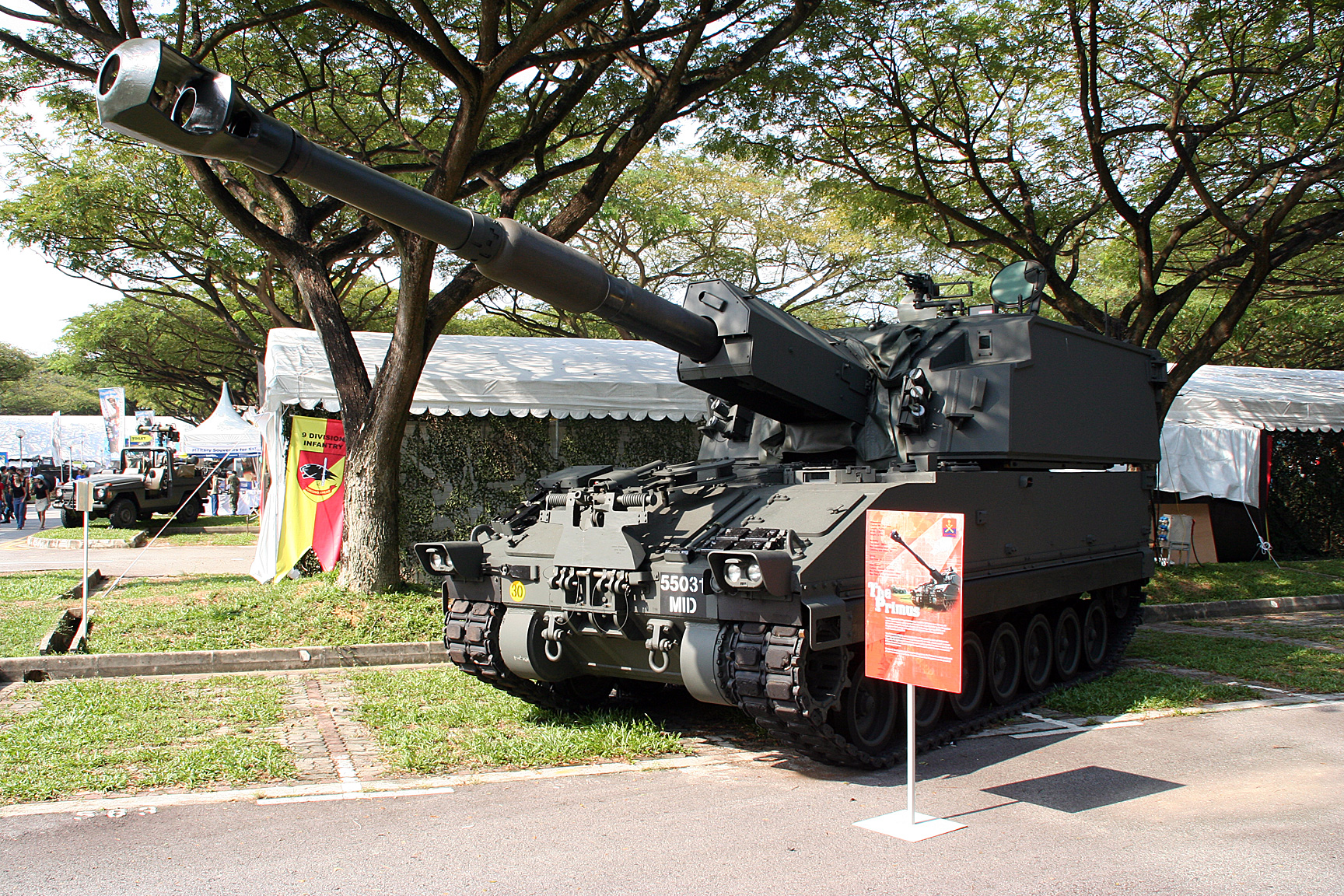
Singapurische Panzerhaubitze Primus

Das Heer umfasst 45.000 aktive Soldaten und zusätzlich eine Reserve von 170.000 Mann. Als Panzer werden unter anderem Leopard 2A4, Centurions und M113-Transportpanzer (diese sollen durch den Bionix ersetzt werden) verwendet. Dadurch, dass Singapur keine direkten Gefahren durch Nachbarstaaten oder Invasionen bedrohen, wurde in die Ausrüstung des Heeres zugunsten derer der Marine und der Luftwaffe weniger investiert.

### Marine

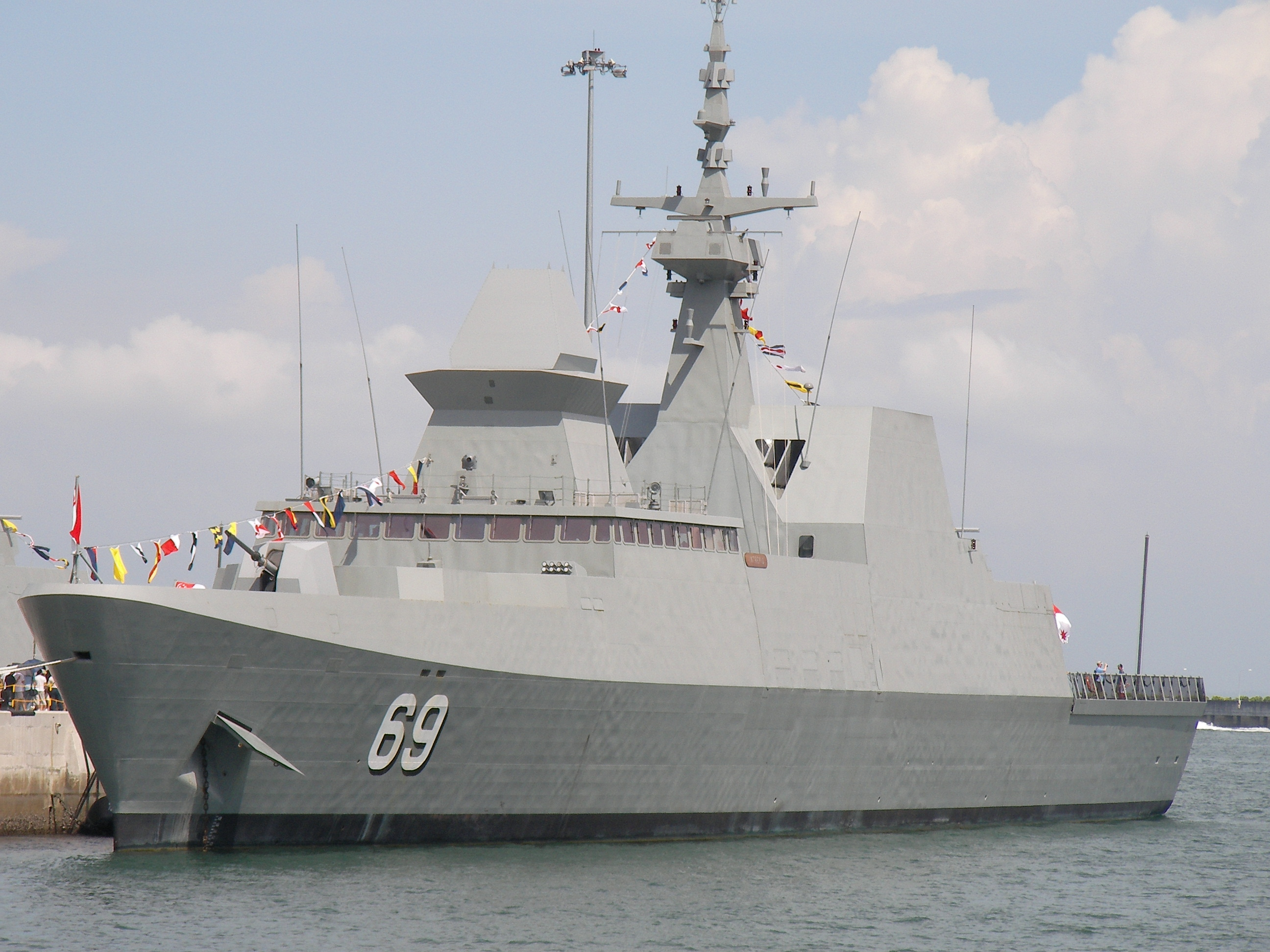
Singapurische Intrepid der Formidable-Klasse

Hauptaufgabe der 7.000 Mann starken Marine ist die Sicherung der Schifffahrtsrouten und die Bekämpfung der Piraterie.
Zu diesem Zweck unterhält sie Fregatten (Formidable-Klasse), Korvetten (Victory-Klasse), Patrouillenboote, U-Boote und Landungsschiffe (Endurance-Klasse). 2011 begann der Zulauf von zwei gebrauchten U-Booten der Archer-Klasse. Im Dezember 2013 bestellte die Marine zwei U-Boote der neuen Klasse HDW 218 SG bei ThyssenKrupp Marine Systems.

### Luftwaffe

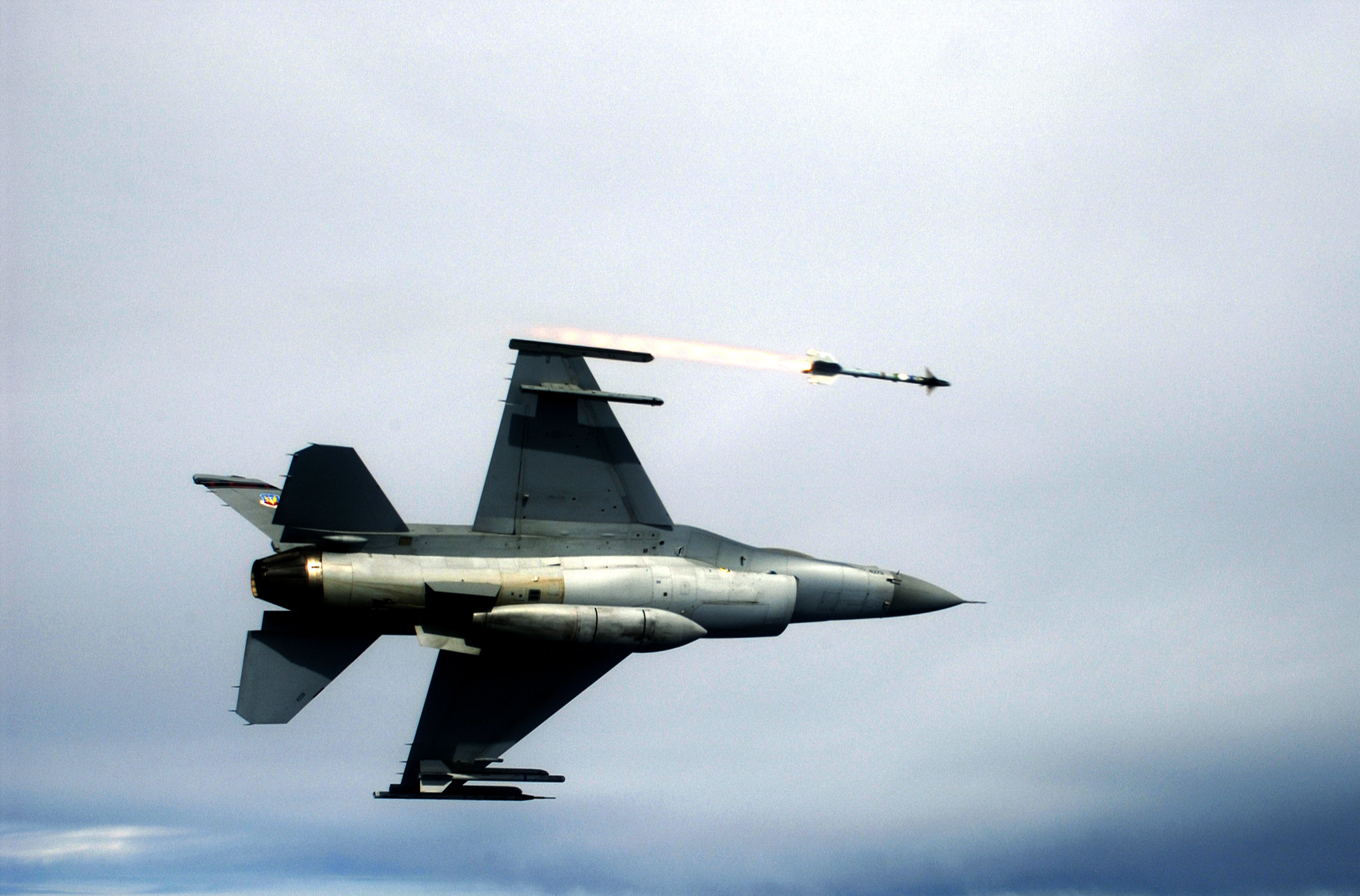
Singapurische F-16C beim Abfeuern einer AIM-9 Sidewinder

1968 gab Großbritannien den Rückzug aller Auslandstruppen östlich des Sueskanals bekannt. Dadurch sah sich Singapur gezwungen, innerhalb kürzester Zeit eigene Luftstreitkräfte aufzustellen, da der bisherige Schutz durch die Royal Air Force wegfiel. Als erstes wurden Hawker Hunter erworben und die inzwischen 8.000 Mann starke Luftwaffe in Rekordzeit aufgebaut. Heute werden unter anderem Luftfahrzeuge der Typen F-16C/D Fighting Falcon, F-5E/F Tiger II, CH-47 Chinook, AS332 Super Puma, AH-64D Apache, S-70, C-130 Hercules, Fokker 50 MPA, Pilatus PC-21 eingesetzt. Die Luftwaffe betreibt auch ein offizielles Kunstflugteam, die Black Knights.

#### Stützpunkte
Auf dem eigenen Territorium betreibt die RSAF vier Militärflugplätze, allesamt ehemalige Royal Air Force Stations:
- Changi Air Base, Basis von Tank- (KC-135R Stratotanker), Seeaufklärungs- (F50) und Kampfflugzeugen (F-16), 112, 121 und 145 Squadron
- Militärflugplatz Paya Lebar, Basis von Transport- (C-130) und Kampfflugzeugen (F-5), 122, 141, 144 und 149 Squadron
- Sembawang Air Base, Basis von Kampf- (Apache), Verbindungs- (Eurocopter AS 550 Fennec) und Transporthubschraubern (Super Puma, Cougar, Chinook), 120, 123 125, 126 und 127 Squadron
- Tengah Air Base, Basis von Frühwarn- (E-2) und Kampfflugzeugen (F-16), 111, 140 und 143 Squadron

Ausbildungsstaffeln für Kampfflugzeuge liegen im westaustralischen RAAF Base Pearce mit Aermacchi S 211-Kampftrainern sowie auf den US-amerikanischen Plätzen Luke Air Force Base und Mountain Home Air Force Base für die Umschulung auf die Einsatzmuster F-16 beziehungsweise F-15SG. In Australien und den USA betreibt die RSAF weitere Ausbildungseinrichtungen für Transport- bzw. Tankflugzeuge und Hubschrauber. Außer in diesen beiden Staaten unterhält die RSAF eine weitere Fortgeschrittenenausbildungseinheit auf dem französischen Militärflugplatz Cazaux bei Arcachon.

## Dienstgrade
| MANNSCHAFTEN          |            |            |                        |                   |                |                         |
| Dienstgrad- Abzeichen | Keine      | Keine      |                        |                   |                |                         |
| Dienstgrad            | Recruit NS | Private NS | Private first class NS | Lance corporal NS | Corporal NS    | Corporal first class NS |
| Deutsches Pendant     | Soldat     | Gefreiter  | Obergefreiter          | Hauptgefreiter    | Stabsgefreiter | Oberstabsgefreiter      |

NS = Dienstgrad, der von Wehrpflichtigen während des zweijährigen Grundwehrdienstes erworben werden kann. Die Army Deployment Force (eine Reaktionstruppe) enthält nur Zeitsoldaten, sogar unter den Mannschaften.
| UNTEROFFIZIERE        |                   |                    |                |                |                 |
| Dienstgrad- Abzeichen |                   |                    |                |                |                 |
| Dienstgrad            | Third sergeant NS | Second sergeant NS | First sergeant | Staff sergeant | Master sergeant |
| Deutsches Pendant     | Unteroffizier     | Stabsunteroffizier | Feldwebel      | Oberfeldwebel  | Hauptfeldwebel  |

NS = Dienstgrad, der von Wehrpflichtigen während des zweijährigen Grundwehrdienstes erworben werden kann. Bildungsvoraussetzung für den Eintritt als Unteroffiziersanwärter (Zeitsoldat) ist ein Hauptschulabschluss.
| WARRANT OFFICERS      |                       |                        |                       |                        |                        |                       |              |              |
| Dienstgrad- Abzeichen |                       |                        |                       |                        |                        |                       |              |              |
| Dienstgrad            | Third warrant officer | Second warrant officer | First warrant officer | Master warrant officer | Senior warrant officer | Chief warrant officer |              |              |
| Deutsches Pendant     | Kein Pendant          | Kein Pendant           | Kein Pendant          | Kein Pendant           | Kein Pendant           | Kein Pendant          | Kein Pendant | Kein Pendant |

Der Armed Forces Council (das zivile und militärische Oberkommando der Streitkräfte Singapurs unter dem Verteidigungsminister) ernennt Warrant Officers. Sie fungieren als leitende Mentoren und Disziplinarverantwortliche und haben Befehlsgewalt über Truppen und Einheiten. Sie können als Disziplinar- oder Ermittlungsoffiziere bei Militärvergehen fungieren. Warrant Officers sind in der Regel Bataillons- oder Brigadefeldwebel. Warrant Officers werden aus den Unteroffizieren (Zeitsoldaten) rekrutiert nach etwa zehn Jahren Dienst.
| OFFIZIERE             |                      |               |           |       |                    |                           |         |                                  |                            |                                 |
| Dienstgrad- Abzeichen |                      |               |           |       |                    |                           |         |                                  |                            |                                 |
| Dienstgrad            | Second lieutenant NS | Lieutenant NS | Captain   | Major | Lieutenant-Colonel | Senior Lieutenant-Colonel | Colonel | Brigadier-General Rear Admiral   | Major-General Rear Admiral | Lieutenant-General Vice Admiral |
| Deutsches Pendant     | Leutnant             | Oberleutnant  | Hauptmann | Major | Oberstleutnant A14 | Oberstleutnant A 15       | Oberst  | Brigadegeneral Flottillenadmiral | Generalmajor Konteradmiral | Generalleutnant Vizeadmiral     |

NS = Dienstgrad, der von Wehrpflichtigen während des zweijährigen Grundwehrdienstes erworben werden kann. Bildungsvoraussetzung für den Eintritt als Berufsoffiziersanwärter ist ein Reifezeugnis.
| MILITÄREXPERTEN       |                  |                  |                       |         |               |                    |                         |                |              |
| Dienstgrad- Abzeichen |                  |                  |                       |         |               |                    |                         |                |              |
| Dienstgrad            | ME1              | ME2              | ME3                   | ME4     | ME5           | ME6                | ME7                     | ME8            | ME9          |
| Titel                 | Assistant Expert | Assistant Expert | Expert                | Expert  | Senior Expert | Principal Expert   | Senior Principal Expert | Chief Expert   | Chief Expert |
| Gleichwertiger Rang   | Second Sergeant  | Master Sergeant  | First warrant officer | Captain | Major         | Lieutenant-Colonel | Colonel                 | Brigadegeneral | Generalmajor |

Bildungsvoraussetzungen für den Eintritt als Militärexperte Trainee 1 ist ein Berufsfachschulabschluss und für den Militärexperten Trainee 4 ist es ein Reifezeugnis oder ein Technischer Fachschulabschluss. Eine Bachelorabschluss ist notwendig für die Ernennung zum Militärexperten 4. In den Seestreitkräften sind nur Küstenjäger und Verpflegungssoldaten Unteroffiziere und Warrant Officers. Seekriegssystemtechniker und -Ingenieure, Seekriegssystemsoldaten und Sanitätssoldaten (Unterwasser) sind Militärexperten. Bei den Landstreitkräften sind Techniker und Ingenieure, Militärmusiker, Sanitätssoldaten und Medizinische Experten Militärexperten. Ärzte sind jedoch Offiziere.
| Freiwilligenkorps SAFVC |              |     |     |     |     |
| Dienstgrad- Abzeichen   |              |     |     |     |     |
| Dienstgrad              | SV (Trainee) | SV1 | SV2 | SV3 | SV4 |

Mitglieder des Freiwilligenkorps SAFVC unterliegen nicht dem Wehrdienstgesetz. Singapurische Frauen, erste Generation mit unbefristetem Aufenthaltsrecht oder neue Staatsbürger und Staatsbürgerinnen können sich aber freiwillig zum Dienst melden. Anwärter müssen zwischen 18 und 45 Jahre alt und körperlich und medizinisch leistungsfähig sein. Nach der zweiwöchigen Grundausbildung folgt die zweiwöchige Qualifizierungsausbildung, die den Freiwilligen die notwendigen Fähigkeiten und Kenntnisse vermittelt, um ihre Aufgaben erfüllen zu können. Für eine Tätigkeit als Ausbildungsassistent der Luftstreitkräfte, Hilfsberater, Hilfssicherheitssoldat, Brückenwache der Landungsschiffe, Matrose oder Transportsoldat ist eine intensivere Ausbildung erforderlich. Diese Freiwilligen absolvieren eine zweiwöchige Fortbildung, um die erforderlichen Kenntnisse zu erwerben. Die Freiwilligen werden in der Regel bis zu 14 Tage im Jahr im Einsatz sein.